# بحبك يا بلادي (أغنية)
بحبك يا بلادي هي أغنية مصرية أُنتجت عام 2011 عقب أحداث ثورة 25 يناير من كلمات وألحان وغناء عزيز الشافعي والمطرب الشاب رامي جمال، مطلع الأغنية فقط مستوحي من أغنية (يا بلادي) من فيلم العمر لحظة من ألحان بليغ حمدي.
أُذيعت هذه الأغنية لأول مرة في برنامج (مصر النهاردة) بتاريخ 12 فبراير (شباط) 2011 في كليب قصير من إنتاج البرنامج. ونالت الأغنية رد فعل قوي عند الجمهور.

## فريق العمل
- كلمات وألحان عزيز الشافعي.
- غناء عزيز الشافعي، رامي جمال.
- توزيع وسام عبد المنعم.

## الآراء
نالت الأغنية استحسان عالي من الجماهير من خلال حصولها على أعلى الأصوات في استفتاءات موقع في الفن وموقع دوشة فن. كما حصلت الأغنية على أفضل أغنية في الحفل السنوي لمجلة دير جيست.

## الخلاف حول الأغنية
قام المطرب عزيز الشافعي برفع قضية ضد المطرب رامي جمال والمنتج محسن جابر لإهدارهم حقه الأدبي والمادي، قال في دعواه أن الشركة أذاعت الكليب باسم رامي جمال ونسبت الأغنية له وحده وحذفت اسمه من الأغنية. وهو ما قابله محسن جابر مدير الشركة بالنفي واتهم عزيز الشافعي ببيع الأغنية لشركات المحمول ولم يحفظ حق رامي بها.